# Melanoloma haedulus
Melanoloma haedulus är en tvåvingeart som beskrevs av Willi Hennig 1938. Melanoloma haedulus ingår i släktet Melanoloma och familjen Richardiidae. Inga underarter finns listade i Catalogue of Life.